# Кальцит
Кальци́т, ранее часто известковый, или удвояющий, или аспидный шпат (устар.):39 — минерал из класса природных карбонатов, одна из природных форм карбоната кальция (CaCO3). Широко распространён в земной коре:
- породообразующий минерал — известняки, мел, мергель, карбонатит;
- самый распространённый биоминерал — основной состав раковин (и эндоскелета) многих беспозвоночных животных, известковых водорослей и костей;
- имеет полиморфные модификации — арагонит, фатерит и другие.

## История
Название предложено в 1845 году австрийским минералогом Вильгельмом Гайдингером, оно происходит (как и название химического элемента кальций) от лат. calx (род. п. calcis) — известь.

## Свойства

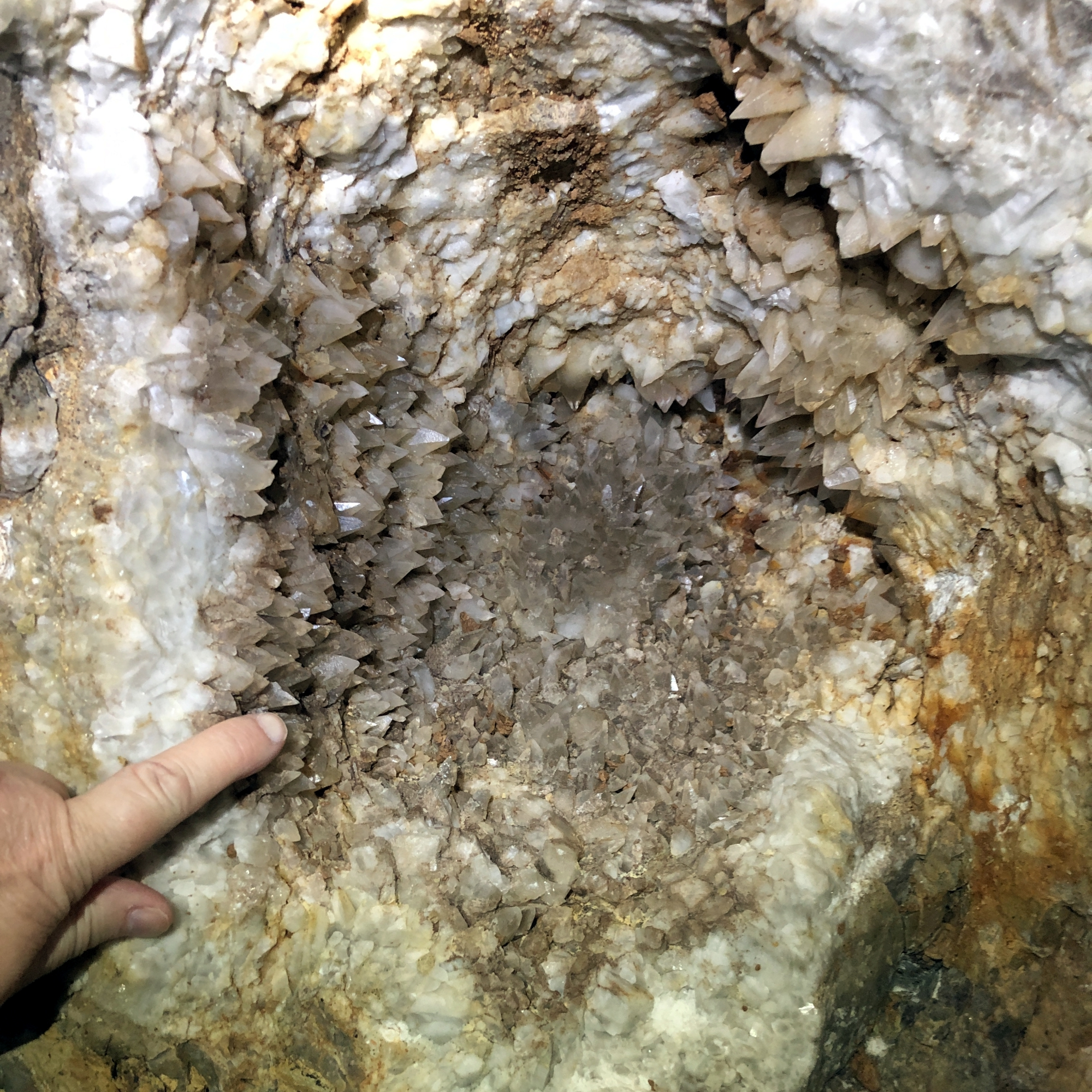
Жеода кальцита в природе, шахта в Италии

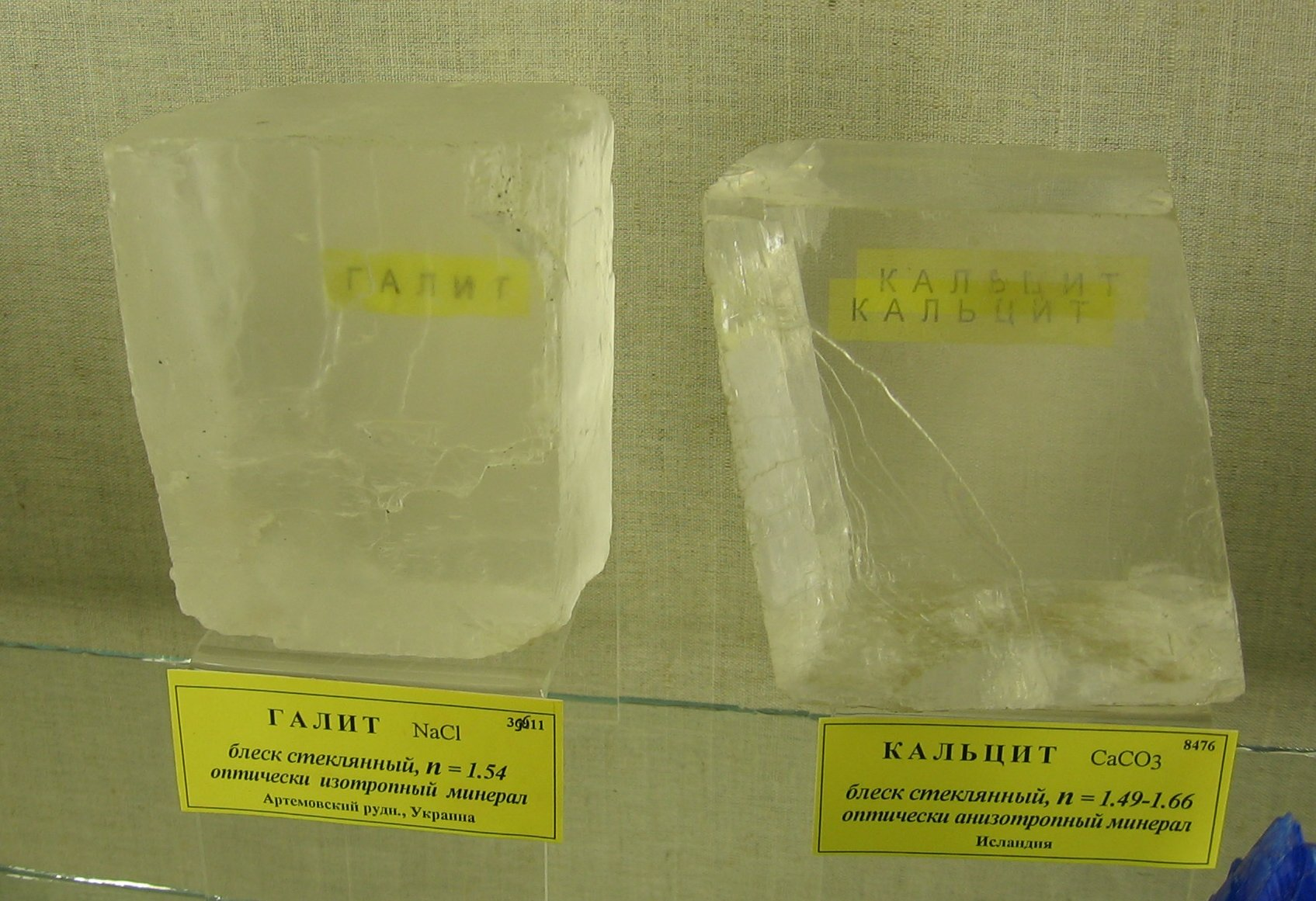
Сравнение преломления лучей в кальците и галите

Кальцит, скаленоэдрический кристалл. Киргизия

В чистом виде кальцит белый или бесцветный, прозрачный (исландский шпат) или просвечивающий, — в зависимости от степени совершенства кристаллической структуры. Примеси окрашивают его в разные цвета. Ni окрашивает в зелёный; кобальтовые, марганцевые кальциты — розовые. Тонкодисперсный пирит окрашивает в синеватый и зеленоватый цвет. Кальцит с примесью железа — желтоватый, буроватый, красно-коричневый; с примесью хлорита — зелёный. Углистое вещество часто придает кальциту неравномерную чёрную окраску. Известны кристаллы с многочисленными включениями битуминозного вещества, они имеют жёлтый или бурый цвет.
Черта белая, плотность 2,6—2,8, излом ступенчатый, твёрдость по шкале Мооса 3, спайность совершенная по основному ромбоэдру, блеск стеклянный до перламутрового. Вскипает при взаимодействии с разбавленной соляной кислотой (HCl). Характерно многообразие двойников срастания и прорастания по многочисленным законам, а также деформационные двойники. Прозрачные кристаллы обладают двупреломлением света, особо хорошо наблюдаемым сквозь поверхности спайности в ромбоэдрических выколках или толстых пластинах.

## Формы нахождения
Кальцит относится к тригональной сингонии, тригонально-скаленоэдрический вид симметрии. Кристаллы очень разнообразны, но чаще скаленоэдрические, ромбоэдрические (острый, основной и тупой ромбоэдры), призматические и пластинчатые («папир-шпат»). Прозрачные ромбоэдрические кристаллы или выколки по спайности с выраженным двупреломлением называют «исландский шпат». Они образуют агрегаты в виде сростков, друз, щёток, параллельно-шестоватых прожилков. В карстовых пещерах — в виде натёчных образований (сталактиты, сталагмиты, сталагнаты, драпировки, геликтиты, выцветы, «шпоры», оолиты под названием «пещерный жемчуг» и пр.). Кроме того — сплошные массы, зернистые агрегаты, корки, налёты.
Кальцит слагает горную породу мрамор, является главной составной частью известняков. Нередко образует псевдоморфозы по органическим остаткам, замещает раковины древних моллюсков и кораллы («окаменелости»).

## Разновидности

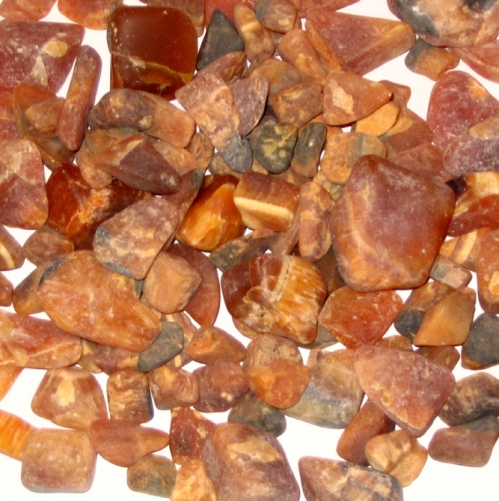
Кусочки кальцита-«симбирцита»

- Исландский шпат — бесцветные прозрачные кристаллы или выколки по спайности с хорошо выраженным двупреломлением.
- Папиршпат — агрегаты тонкопластинчатых кристаллов.
- Атласный шпат[6]:458 — волокнисто-шестоватые агрегаты, своим шелковистым блеском напоминающие селенит.
- Оникс мраморный — массивные «натечные», иногда полосчато-зональные кальциты; то же, что кальцитовый алебастр.
- Мрамор — горная порода, целиком сложенная кальцитом.
- «Горная мука́» — порошковатые скопления микроскопических кристаллов.
- «Лунное молоко» — жидкая суспензия тонкодисперсного порошковатого кальцита, легко размазывающаяся по руке (встречается в пещерах).
- Симбирцит (местное название).
- Сенгилит (местное название).

### Диагностические признаки
Определить кальцит относительно легко: его отличительные свойства — совершенная спайность по ромбоэдру и низкая твёрдость. Характерна реакция с HCl, — взаимодействует с бурным выделением диоксида углерода по реакции
{\displaystyle {\ce {CaCO3 + 2 HCl -> CaCl2 + H2O + CO2 ^}}}

## Изменения
Кальцит легко выщелачивается водами, богатыми углекислотой. Благодаря этому его свойству в районах залегания известняковых пород развивается карст и образуются пещеры.
При нагревании разлагается с образованием углекислого газа и негашёной извести.

## Образование
Наиболее распространены и имеют наибольшую практическую ценность два типа месторождений кальцита:
1. месторождения, связанные с вулканическими породами основного и среднего состава: базальтами, долеритами, андезитами и их туфами и брекчиями;
2. месторождения в карбонатных осадочных породах — в известняках, доломитизированных известняках, мергелях, а также мраморах.

## Применение
Широко применяется в строительстве и химических производствах.
Исландский шпат используется в оптических приборах.
Разновидности кальцита — симбирцит и кальцитовый оникс применяются как недорогие поделочные камни.
Тонко измельчённый кальцит используется как наполнитель в различных системах, как правило, для уменьшения расхода дорогостоящего основного компонента.